# 北部彝语
北部彝语是彝语支下一群语言，其中包含彝族的标准语。在Lama (2012)分类方案中，它被称作尼苏语群，它与彝语东南部方言一起组成“阿细-普佤语支”(东南彝语)。

## 语言
中国政府官方承认的6种彝语方言有两种属于北部彝语。
- 北部彝语(诺苏语)
- 东部彝语(纳苏语)

南部彝语(尼苏语)可能属于北部彝语，Pelkey (2011)基于与东南彝语而不是与北部彝语的音韵创新，将它归入东南彝语。
其他北部彝语如下。
- 阿罗语，与纳苏语亲缘关系密切。
- 车苏语，与纳苏语亲缘关系密切。
- 阿务语
- 阿灵泼语与纳苏语和峨颇语亲缘关系密切。
- 云南丘北县：谷语
- 贵州威宁县：罗苴语

Pelkey (2011)将尼苏语划入东南彝语，传统分类一般将其归为北部彝语。
Bradley (1997):1-72在列举北部彝语时也列出了云南文山州濒危的嘎苏语和末昂语，但稍后的Lama (2012)和 Hsiu (2014)分类方案将它们分入曼子语支。

### Bradley (2007)
在北部彝语内部，David Bradley (2007):349-424识别出“诺苏语组”和“纳苏语组”。Lama (2012)也识别出诺苏语组和纳苏语组间的差异，诺苏语组包含诺苏语和涅苏语，纳苏语组包含纳苏语、峨颇语和聂苏语。
- 诺苏语组
  - 诺苏语
  - Muhisu
  - 黄彝话
- 纳苏语组
  - 纳苏语
  - 阿罗语
  - 车苏语
  - 峨颇语, Ayizi

Bradley (2007)将撒梅语、撒慕语和撒涅语分入纳苏语组，而Lama (2012)则将其分入卡卓语支。

### 陈康 (2010)
陈康 (2010)识别出两个方言，分别是“诺苏方言”(北部彝语)和“纳苏方言”(东部彝语)。
- 诺苏方言
- 纳苏方言
  - 纳苏次方言
    - 纳苏 (na̠33su33pʰo55): 40万，禄劝、武定、寻甸、会泽、东川、嵩明等市县
    - 纳索 (na̠33so33pʰo55): 30万人，昭通、鲁甸、彝良、大关、延津、绥江、永善、巧家、会泽等市县
    - 阿罗 (a̠55lɒ33): 10万人，武定、富民、禄丰等市县
    - 莫其 (mo21ndʑi21): 5万人，武定、禄劝、嵩明、昆明、弥勒等市县

  - 内苏次方言
    - 内苏 (nɤ55su13): 30万人，威宁、水城、赫章、纳雍、彝良、会泽、宣威、威信等市县
    - 尼普 (ɲi55pʰu55): 30万人，毕节、黔西、金沙、大方、织金、纳雍、清镇、平坝、普定、六枝、关岭、镇宁等市县

  - 诺索次方言
    - 诺索 (nɔ55so33): 10万人，盘县、兴仁、普安、兴义、晴隆、水城、富源、罗平等市县
    - 补罗(pʰo̠55lo̠55)：5万人，开远、个旧、蒙自、红河、文山、砚山等市县

李泽然(2013:245)给出下列县的彝族内名。
- 喜德县：nɔ33su33
- 禄劝县、寻甸县：na̠33so33 pʰo55
- 石林县：ni55sɛ31 pʰu55、nɪ31/nɨ31
- 威宁县：nɤ55su13
- 大方县：ȵi55 pʰu55
- 峨山县：na33su55
- 禄劝县：ni55so33 pʰo55
- 盘县：nɔ55
- 隆林各族自治县：nɔ22
- 凉山州：ni31、nɔ22su22

其他内名有戴庆厦 (1998:218)：
- 禄劝县：ni55se31 phu55(黑彝)；mi55so33 pho55；ma33so33 pho55
- 墨江县：ne33su55 pho21

贵州西南部盘县坪地、普古和鸡场坪等镇、水城县龙场和法耳等镇有ne55su33 phu55(陈富智 1987)。

## 创新
Pelkey (2011:368)给出下列原始彝语到北部彝语的创新。
- 原始彝语高调和低调对调(纳苏语中*L > ˩˧ (13))
- 原始彝语*1调和*2调合流为中平调
- 原始彝语*3调>低降调
- 将祖语量词词汇化为间隔很近的单音节形式
- 缅语支类推词形变化被高度语法化，有少数词汇创新